# 滇西蛇皮果
滇西蛇皮果（学名：Salacca secunda）为棕榈科蛇皮果属下的一个种。

## 扩展阅读
- 維基物種上的相關：滇西蛇皮果